# Каскейдія (Орегон)
Каскейдія (англ. Cascadia) — переписна місцевість (CDP) в США, в окрузі Линн штату Орегон. Населення — 134 особи (2020).

## Географія
Каскейдія розташована за координатами 44°23′35″ пн. ш. 122°30′10″ зх. д. / 44.39306° пн. ш. 122.50278° зх. д. (44.393003, -122.502643).  За даними Бюро перепису населення США в 2010 році переписна місцевість мала площу 13,00 км², уся площа — суходіл.

## Демографія
Згідно з переписом 2010 року, у переписній місцевості мешкало 147 осіб у 63 домогосподарствах у складі 38 родин. Густота населення становила 11 особа/км².  Було 84 помешкання (6/км²).
Расовий склад населення:
| - 89,1 % — білих - 1,4 % — корінних американців - 2,7 % — осіб інших рас |

До двох чи більше рас належало 6,8 %. Частка іспаномовних становила 6,1 % від усіх жителів.
За віковим діапазоном населення розподілялося таким чином: 20,4 % — особи молодші 18 років, 57,2 % — особи у віці 18—64 років, 22,4 % — особи у віці 65 років та старші. Медіана віку мешканця становила 47,3 року. На 100 осіб жіночої статі у переписній місцевості припадало 116,2 чоловіків;  на 100 жінок у віці від 18 років та старших — 116,7 чоловіків також старших 18 років.
За межею бідності перебувало 29,6 % осіб, у тому числі 0,0 % дітей у віці до 18 років та 0,0 % осіб у віці 65 років та старших.
Цивільне працевлаштоване населення становило 101 осіб. Основні галузі зайнятості: фінанси, страхування та нерухомість — 26,7 %, будівництво — 22,8 %, виробництво — 11,9 %, сільське господарство, лісництво, риболовля — 9,9 %.